# Rebecca Clarke (Triathletin)
Rebecca Clarke (* 31. Oktober 1988) ist eine Triathletin aus Neuseeland.

## Werdegang
Rebecca Clarke wurde im September 2011 in Peking Aquathlon-Weltmeisterin (2,5 km Laufen, 1 km Schwimmen und 2,5 km Laufen) der Altersklasse 20–24 und konnte diesen Erfolg 2012 wiederholen.
2022 belegte sie beim Ironman Hawaii (Ironman World Championships) den 17. Rang.
Im März 2023 wurde die damals 34-Jährige Dritte im Ironman New Zealand.
Im Februar 2024 wurde Clarke Zweite auf der Mitteldistanz bei der Challenge Wanaka Half.
Im September belegte die 35-Jährige den 22. Rang bei den Ironman World Championships in Nizza.
Rebecca Clarke lebt in Wanaka.

## Sportliche Erfolge
| Datum/Jahr   | Rang | Wettbewerb                           | Austragungsort  | Zeit     | Bemerkung               |
| ------------ | ---- | ------------------------------------ | --------------- | -------- | ----------------------- |
| 2. Dez. 2018 | 2    | NZL Triathlon National Championships | Mount Maunganui | 02:08:23 | hinter Samantha Bradley |
| 1. Feb. 2015 | 5    | NZL Triathlon National Championships | Kinloch         | 01:08:39 |                         |

| Datum/Jahr    | Rang | Wettbewerb                            | Austragungsort | Zeit     | Bemerkung                                        |
| ------------- | ---- | ------------------------------------- | -------------- | -------- | ------------------------------------------------ |
| 22. Sep. 2024 | 22   | Ironman World Championships           | Nizza          | 09:56:55 | hinter der Siegerin Laura Philipp                |
| 16. Juni 2024 | 5    | Ironman Cairns                        | Cairns         | 09:03:43 |                                                  |
| 14. Apr. 2024 | 16   | T100 Singapore                        | Singapur       | 04:09:41 | 2 km Schwimmen, 80 km Radfahren und 18 km Laufen |
| 17. Feb. 2024 | 2    | Challenge Wanaka Half                 | Wanaka         | 04:43:29 | Zweite hinter Els Visser                         |
| 14. Okt. 2023 | 20   | Ironman Hawaii                        | Hawaii         | 09:04:00 |                                                  |
| 2. Juli 2023  | 8    | Ironman Germany                       | Frankfurt      | 09:20:41 |                                                  |
| 4. Juni 2023  | 2    | Challenge Salou                       | Salou          | 03:58:24 |                                                  |
| 21. Mai 2023  | 13   | Challenge Šamorín                     | Šamorín        | 04:09:27 |                                                  |
| 4. März 2023  | 3    | Ironman New Zealand                   | Taupō          | 09:10:11 | hinter der Niederländerin Els Visser             |
| 21. Jan. 2023 | 1    | Tauranga Half                         | Tauranga City  | 04:07:48 |                                                  |
| 18. Feb. 2023 | 3    | Challenge Wanaka                      | Wanaka         | 04:40:04 |                                                  |
| 6. Okt. 2022  | 17   | Ironman Hawaii                        | Hawaii         | 09:24:21 | [ 5 ]                                            |
| 1. Mai 2022   | 2    | Ironman Australia                     | Port Macquarie | 09:07:10 | persönliche Bestzeit auf der Langdistanz         |
| 22. Jan. 2022 | 1    | Tauranga Half                         | Tauranga City  | 04:15:53 |                                                  |
| 27. März 2021 | 2    | Ironman New Zealand                   | Taupō          | 09:15:38 |                                                  |
| 20. Feb. 2021 | 2    | Challenge Wanaka                      | Wanaka         | 04:34:34 |                                                  |
| 9. Juni 2019  | 3    | Ironman 70.3 Centrair Chita Peninsula | Nagoya         | 04:42:09 |                                                  |

| Datum/Jahr    | Rang | Wettbewerb                               | Austragungsort | Zeit     | Bemerkung                                                    |
| ------------- | ---- | ---------------------------------------- | -------------- | -------- | ------------------------------------------------------------ |
| 11. Sep. 2013 | 4    | ITU Aquathlon World Championships        | London         | 00:32:14 | Aquathlon-Weltmeisterschaft; hinter der Russin Irina Abysova |
| 17. Okt. 2012 | 1    | ITU Aquathlon World Championships F20–24 | Auckland       | 00:33:04 | Aquathlon-Weltmeisterin der Altersklasse 20–24               |
| 7. Sep. 2011  | 1    | ITU Aquathlon World Championships F20–24 | Peking         | 00:35:58 | Aquathlon-Weltmeisterin der Altersklasse 20–24               |